# Belsh alközség
Belsh alközség alsó szintű közigazgatási egység Albánia középső részén, Elbasan városától délnyugatra, a Dumreja vidékén. Elbasan megyén belül Belsh község része. Központja Belsh városa, további települései Belsh-Qendra, Çepa, Dushk, Gradishta, Marinas, Qafë-Shkalla, Seferan, Shkëndije, Shkoza, Shtith, Stanaj és Trojas. A 2011-es népszámlálás alapján az alközség népessége 8781 fő. Itt találhatóak a bronzkortól az i. sz. 6. századig lakott Gradishta településének romjai.

## Fekvése
A tengerparti sík, a Shkumbin és a Devoll folyók között, a Dumreja vagy Hysgjokaj–belshi-dombvidék keleti részén elterülő alközséget gazdag karsztformák jellemzik. A délen gyakran még a 200 méteres tengerszint feletti magasságot sem elérő vonulatok észak felé fokozatosan emelkednek, az alközség legmagasabb pontjai a Granica-hegy (Maja e Granicës, 295 m), a Pogjen-hegy (Maja e Pogjenit, 243 m) és a Gradishtai-hegy (Maja e Gradishtës, 238 m). A belshi tóvidék huszonhárom kisebb-nagyobb karszttavat foglal magában, ezek közül Belsh alközség területének három legnagyobb állóvize Seferannál a Kerek-tó (Liqeni i Rrumbullakët, 87 ha), Çepánál a Merhojai-tó (Liqeni i Merhojës, 66 ha), illetve Belsh városa és Gradishta között a Belshi-tó (Liqeni i Belshit, 27 ha).
Belsh Cërrik városából az SH58-as jelű aszfaltozott úton érhető el (11 km), amely innen nyugatra, Lushnja irányába (24 km) megy tovább, de rosszabb minőségben. Ugyancsak innen indul ki a tengerparti síkra vezető SH68-as főút (21 km). Belsh városát másodrendű, helyenként szűk vagy rossz minőségű utak kötik össze Peqin (20 km) és Kuçova (32 km) városokkal.

## Történelme

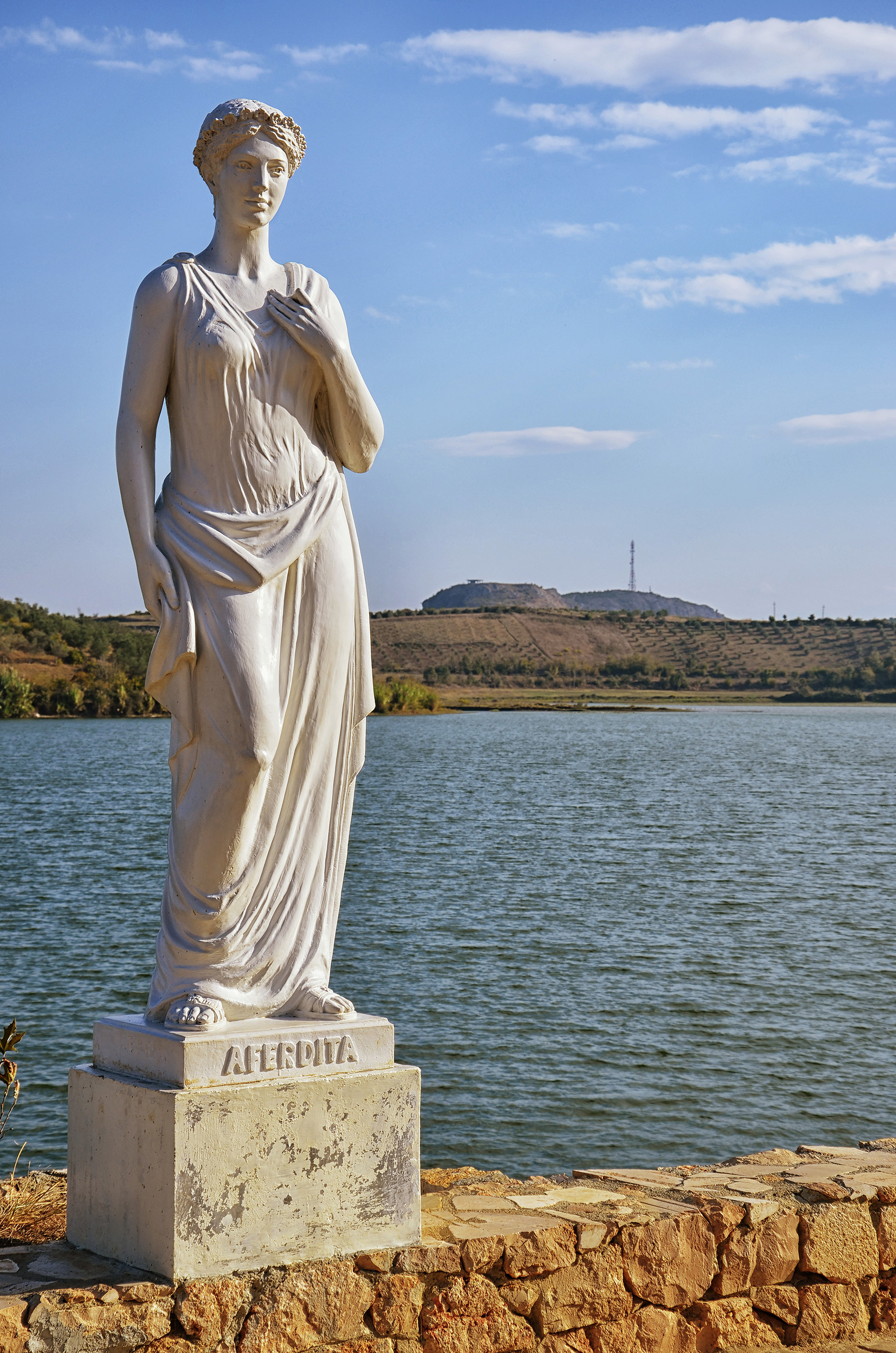
Aphrodité szobra Seferannál, a háttérben a bronzkorban benépesített Gradishta dombja

A Belsh melletti Gradishta a késő bronzkortól (i. e. 1500–1200) a középkor elejéig, az i. sz. 6. századig lakott volt. A vaskorban a közeli Gradishtai-hegyen fallal erődítették településüket, amelynek már az i. e. 8–7. században élénk kereskedelmi kapcsolatai voltak a hellén világgal. A város az i. e. 4. században az illírek közé tartozó parthinok egyik fontos települése, hellenizálódott kereskedelmi központja volt. Ebből az időszakból maradt fenn egy magas rangú katona sírja, jelentős sírmellékletekkel (illír típusú fejvért, bronz lábszárvért, bronzedények és agyagtárgyak). Az i. e. 2. század, a római uralom kiépülése után a település lassú hanyatlásnak indult, de az i. sz. 1. századra keltezett sztélék még tehetős, és feltehetően illír etnicitású lakosságról vallanak. Bár a bizánci fennhatóság alatt, az i. sz. 6. században várát újjáépítették, a település ezt követően elnéptelenedett.
A Gradishtától délre, Seferannál fekvő Kerek-tó partján az 1984-es aszályos időszakban számos, az i. e. 3. századra keltezett agyag- és terrakottafigurára bukkantak. Ezek között számottevő volt az Aphrodité istennőt – gyakran illír női viseletben – formázó szobrocskák aránya, amiből a régészek arra következtettek, hogy az Aphrodité-kultusz jelentős helyszíne volt a tó, amelybe áldozati felajánlásul dobhatta a szobrokat a korabeli illír lakosság.
Az ókort követő évszázadokban a vidék nem játszott kiemelkedő szerepet a történelemben. Az oszmán fennhatóság évszázadaiban Belsh az Elbasan és Lushnja közötti karavánút egyik állomása volt. A kegyvesztett miniszterelnök, Mehmet Shehu rejtélyes 1981-es halálát követően a Shehu család börtöntől megmenekült tagjait Belshbe internálták.

## Nevezetességei
Belsh és tágabb környéke, a dumrejai dombvidék keleti része számos karszttavával, erdőivel és legelőivel vonzó kirándulóhely, a kellemes, csendes tóparti környezetben több szálláshely is várja a pihenni vágyókat. Legfőbb nevezetessége Gradishta bronzkortól az ókor végéig lakott települése, valamint Belshben egy műemléki védelem alatt álló görögkeleti templomrom.